# Fenoldopam
Fenoldopam (Korlopam) je lek i sintetički derivat benzazepina koji deluje kao periferni selektivni parcijalni agonist/antagonist D1 receptora. On se koristi kao antihipertenziv. FDA je odobrila fenoldopam 1997.

## Indikacije
Fenoldopam se postoperativno koristi kao antihipertenzivni agens, kao i IV putem za lečenje hipertenzivna kriza.
Fenoldopam je jedini intravenozni agens koji poboljšava renalnu perfuziju, te može da bude koristan kod pacijenata sa pratećom insuficijencijom bubrega.

## Spoljašnje veze
|  | Molimo Vas, obratite pažnju na važno upozorenje u vezi sa temama iz oblasti medicine (zdravlja). |